# Klepeće Selo
Klepeće Selo je naselje u Hrvatskoj u općini Brod Moravice. Nalazi se u Primorsko-goranskoj županiji.

## Zemljopis
Jugozapadno su Goliki, jugoistočno je Gornji Šajn, sjeverozapadno su Podgorani i Šimatovo, sjeveroistočno su Donji Šajn i Gornji Šehovac.

## Stanovništvo
| broj stanovnika | 107   | 64    | 62    | 44    | 47    | 60    | 56    | 60    | 44    | 50    | 42    | 32    | 14    | 12    | 4     | 4     | 1     |
|                 | 1857. | 1869. | 1880. | 1890. | 1900. | 1910. | 1921. | 1931. | 1948. | 1953. | 1961. | 1971. | 1981. | 1991. | 2001. | 2011. | 2021. |